# 渡島当別駅
渡島当別駅（おしまとうべつえき）は、北海道北斗市当別にある道南いさりび鉄道線の駅。電報略号はマト。駅番号はsh05。副駅名はトラピスト修道院入口。日本国有鉄道・JR北海道における事務管理コードは▲141406。

## 歴史

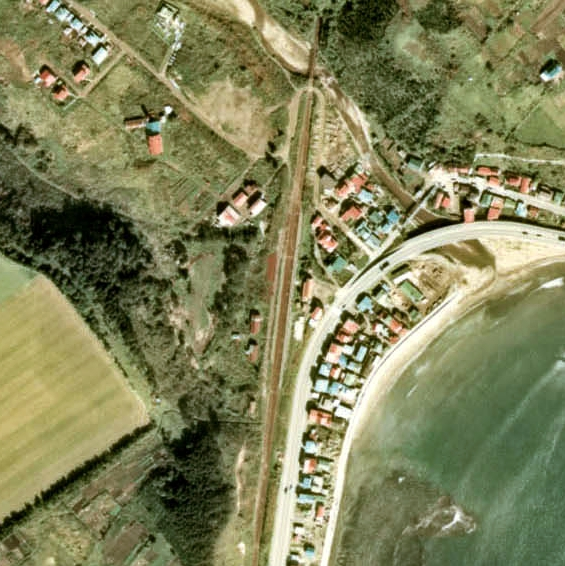
1976年の渡島当別駅と周囲約500m範囲。下が江差方面。相対式ホーム2面2線で、この写真の6年前に既に貨物取扱をやめており、駅裏側にあった貨物積卸線は一旦外された。その後1983年までに保線車用として江差方から引込線が敷かれている。

- 1930年（昭和5年）10月25日：国有鉄道上磯線の駅として開業[4]。一般駅[5]。
- 1936年（昭和11年）11月10日：上磯線が江差線に改称[6]。
- 1949年（昭和24年）6月1日：日本国有鉄道法施行に伴い、日本国有鉄道（国鉄）に継承。
- 1970年（昭和45年）12月12日：貨物扱い廃止[1]。
- 1984年（昭和59年）2月1日：荷物扱い廃止[5]。
- 1987年（昭和62年）
  - 4月1日：国鉄分割民営化により北海道旅客鉄道（JR北海道）に継承[5]。
  - 12月：同年末をもって無人化、乗車券の販売を簡易委託で継続。
- 1988年（昭和63年）
  - 3月13日：海峡線（津軽海峡線）開業に伴い、当駅を含む江差線の五稜郭駅 - 木古内駅間が電化（交流20,000V・50Hz）。
    - この開業に伴い、貨物列車の待避などを考慮して駅構内の有効長を拡大（構内の待避線を延伸）するなどの工事が実施され、跨線橋も設置される。

  - 7月11日：駅舎改築竣工。渡島当別郵便局と一体化した駅舎となる[1][7]。
- 199x年：簡易委託廃止、完全無人化。
- 2016年（平成28年）3月26日：北海道新幹線新青森駅 - 新函館北斗駅間開通に伴い、当駅を含む江差線の五稜郭駅 - 木古内駅間がJR北海道から経営分離され、道南いさりび鉄道の駅となる。また、同日から「トラピスト修道院入口」の副称を付与。

### 駅名の由来
所在地名より。開業時すでに「十弗」（とおふつ）など類似の駅名が存在していたため、旧国名「渡島」を冠したとされる。
「当別」はアイヌ語の「トペッ（to-pet）」（沼・川）に由来する。

## 駅構造
相対式ホーム2面2線をもつ地上駅である。当駅の上磯方面にはすぐ当別トンネルがあり、その中で当駅設備の上下線の分岐が行われている。ホーム間の移動は跨線橋を使う。
現駅舎は、渡島当別郵便局との合築であり、局舎の総面積のうち1/3程度、吹き抜けの塔屋の下を待合室やホームへの通路などとしている。駅西方のトラピスト修道院の最寄りであることから修道院を模した外観をしており、駅舎内には陶器製の聖像が飾られている。以前はキヨスクが入居し、乗車券を発売していたが、撤退後に無人駅となった。2016年3月の道南いさりび鉄道移管に際しても引き続き無人駅として運営されることになっており、かつ同社の無人駅では唯一自動券売機の設置予定がない。
有人駅時代の末期は、駅長と助役のみが常駐し、運転業務の合間に団体乗車券・特別企画乗車券や補充券による遠距離乗車券・料金券・定期乗車券の発売を行っていたが、地元の江差線と松前線を中心とした近距離乗車券を、駅前の個人商店に簡易委託する形態を取っていた。

### のりば
| のりば | 路線                | 方向 | 行先       |
| ------ | ------------------- | ---- | ---------- |
| 1      | ■道南いさりび鉄道線 | 上り | 木古内方面 |
| 2      | ■道南いさりび鉄道線 | 下り | 函館方面   |

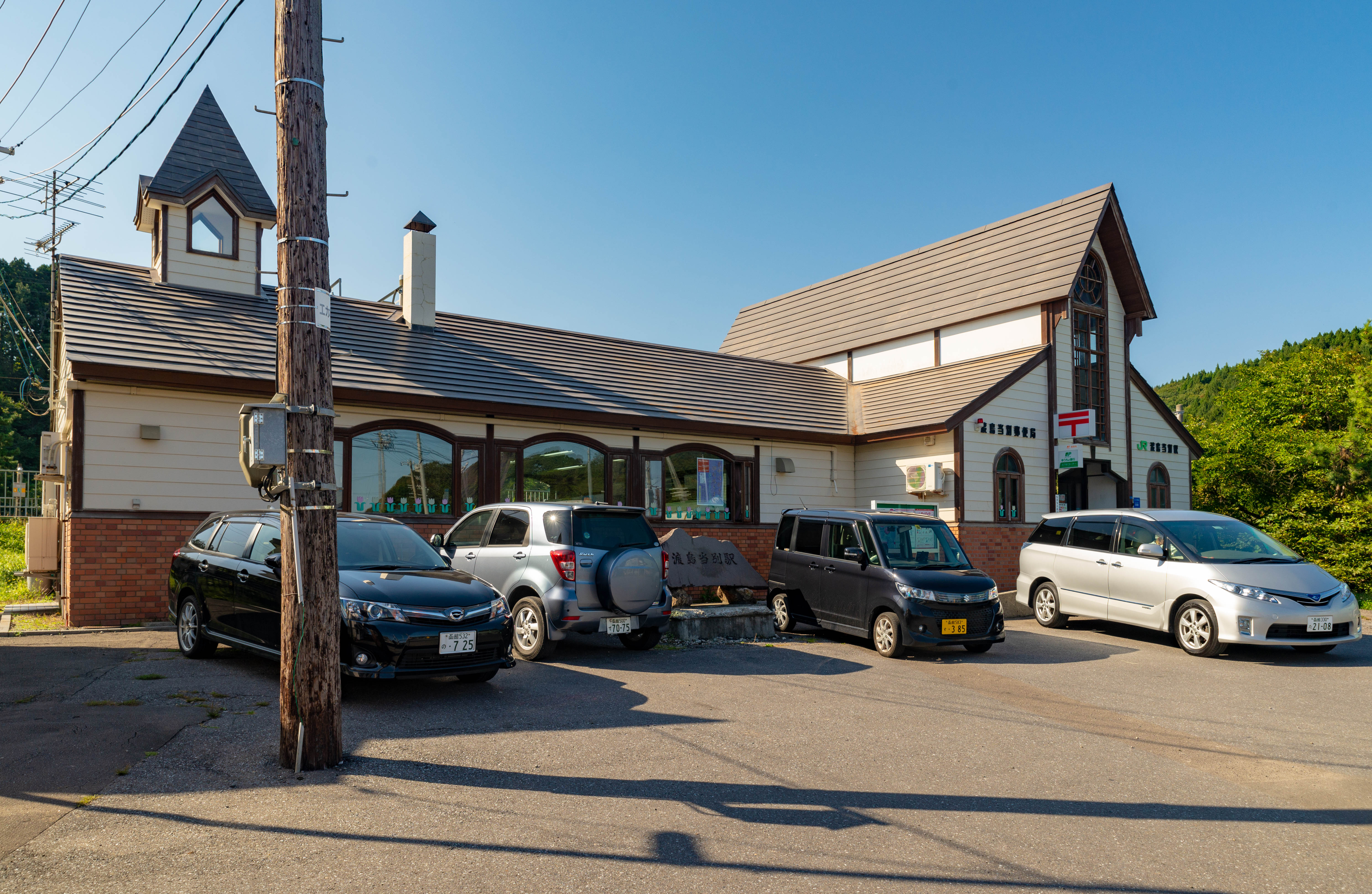
駅舎（JR時代、2014年9月）
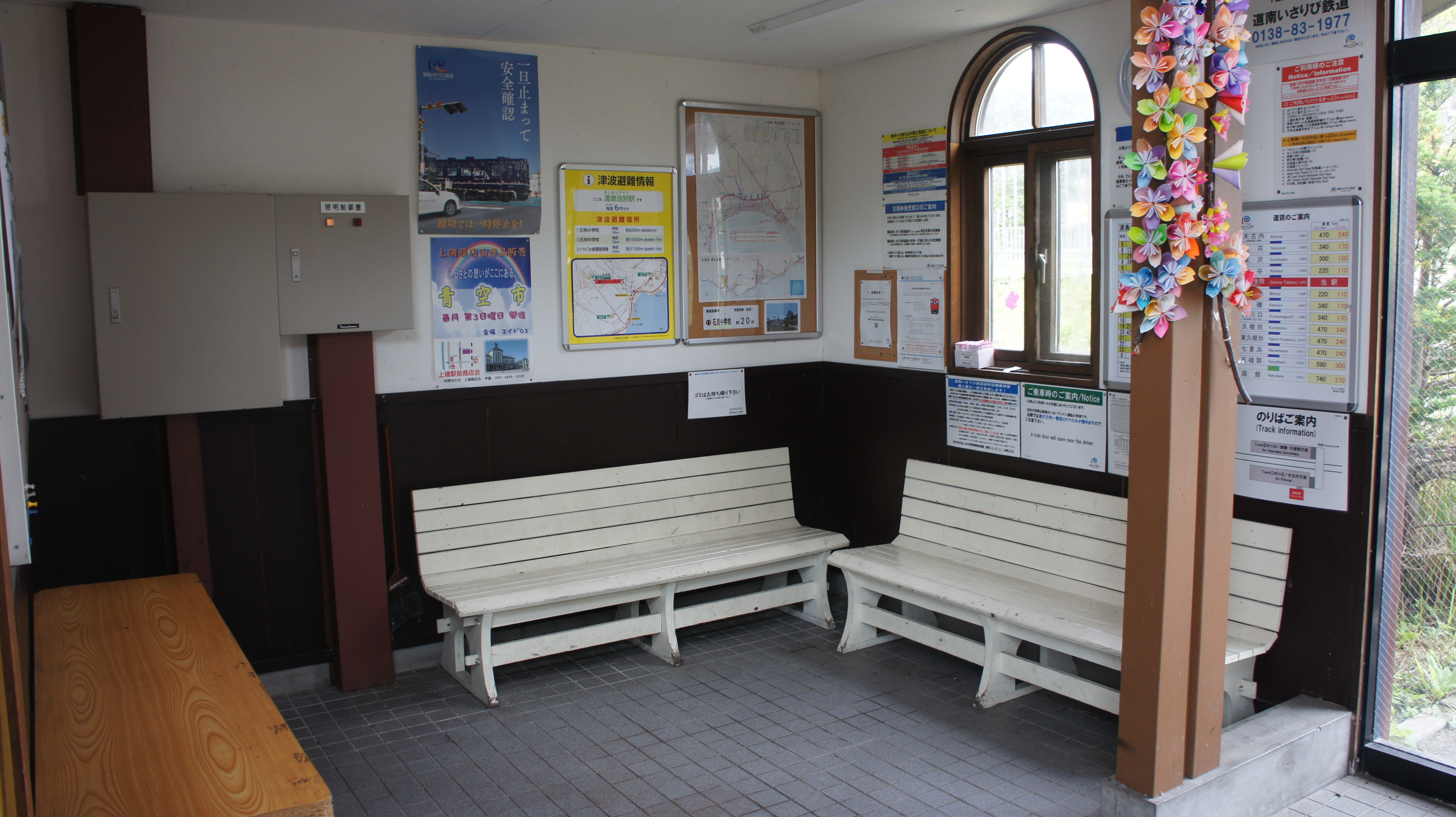
駅舎内待合室（2018年6月）
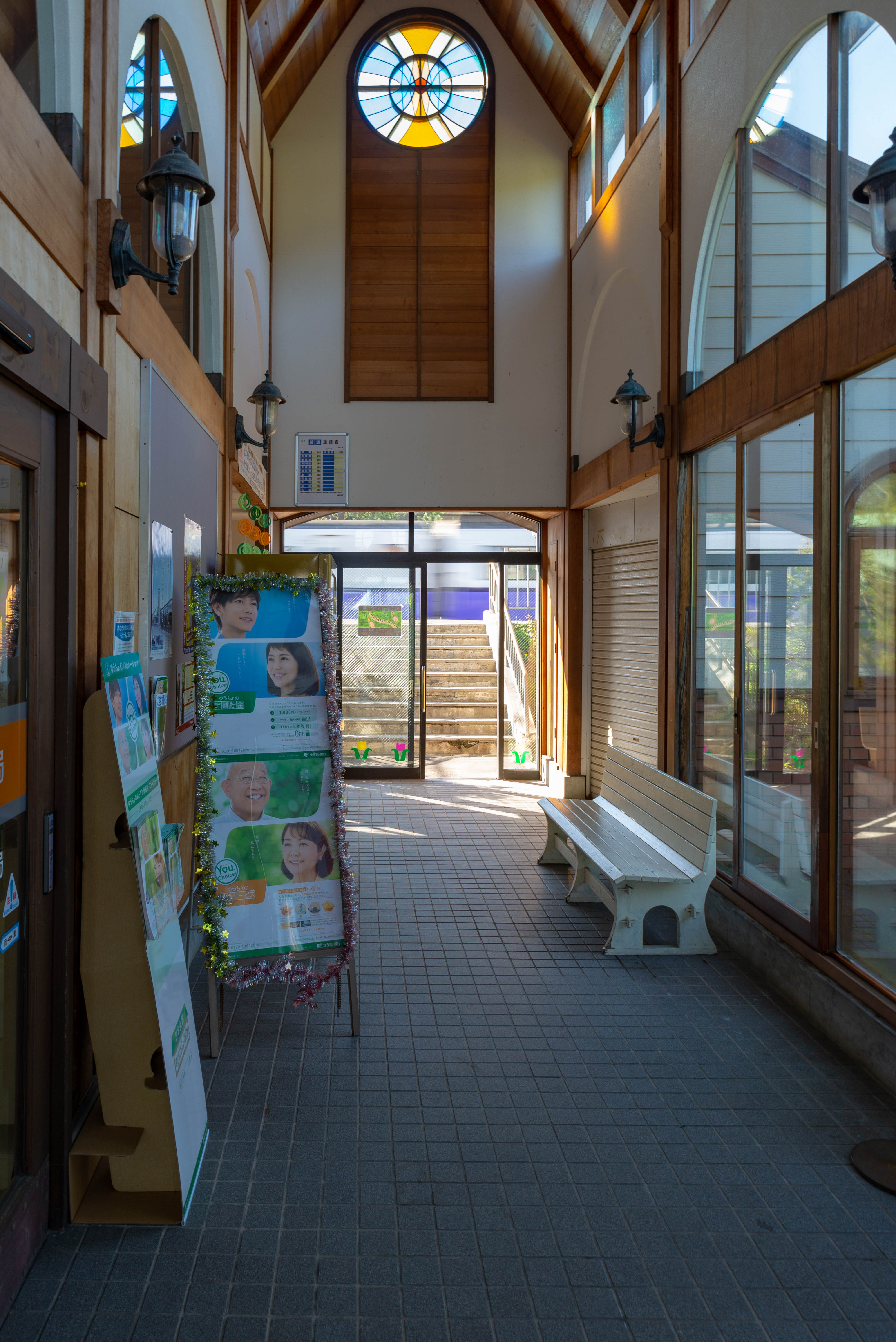
駅出入口（2014年9月）
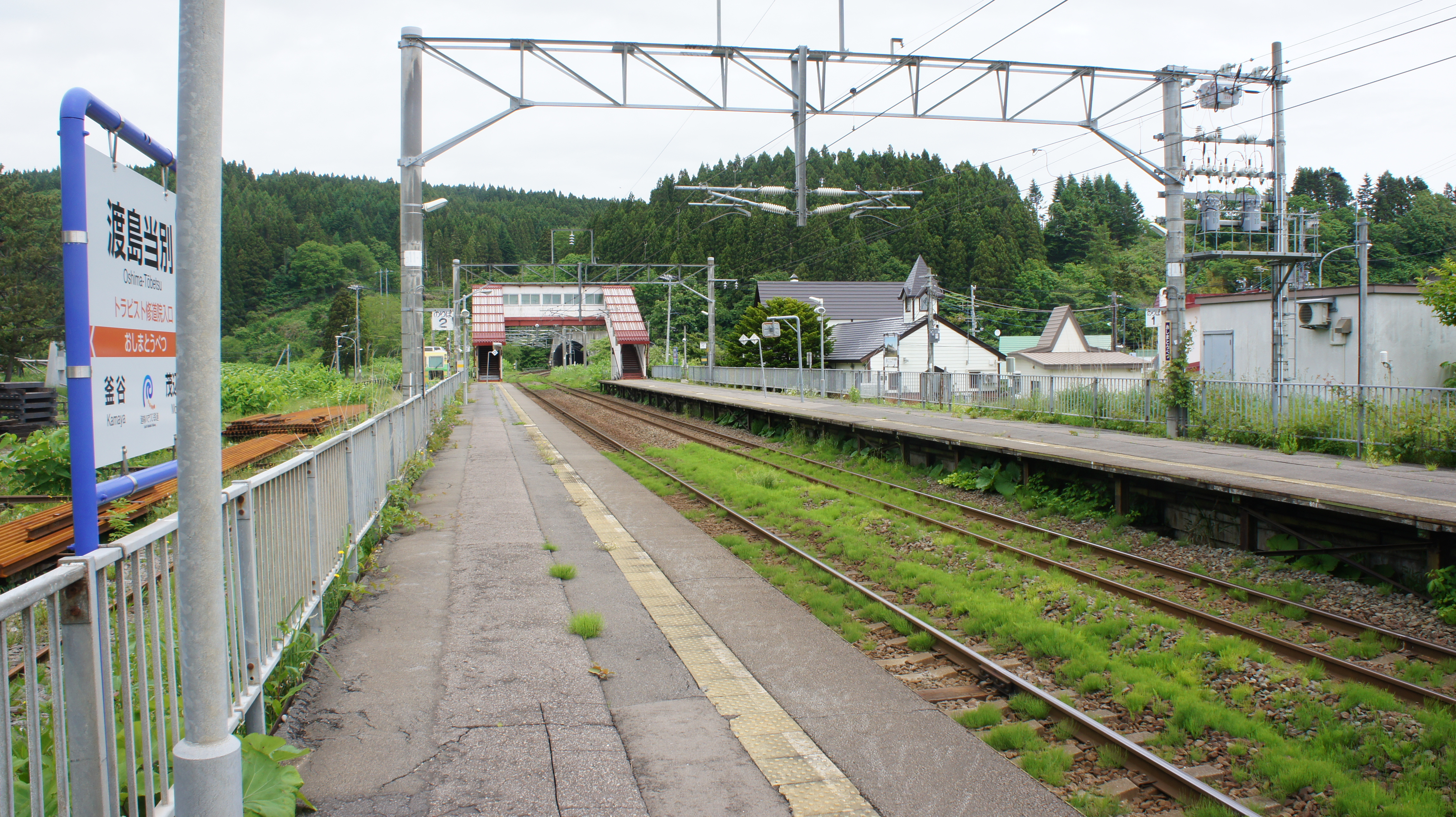
ホーム（2018年6月）
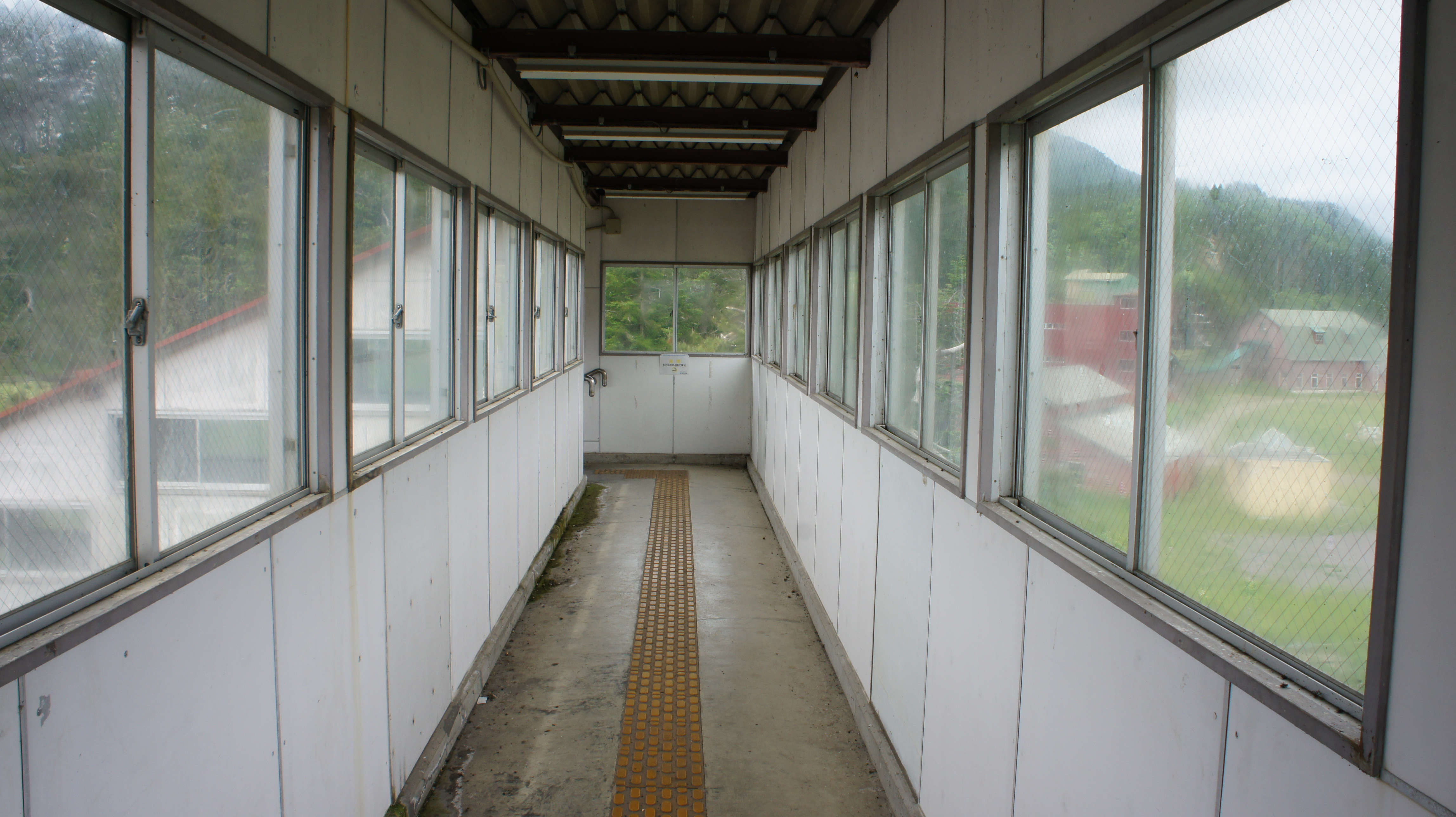
跨線橋（2018年6月）

## 駅周辺
- 国道228号
- 函館中央警察署当別駐在所
- 渡島当別郵便局
- 北斗市立石別小学校
- 北斗市立石別中学校
- 男爵資料館[1]
- トラピスト修道院[1]
- 葛登支岬灯台
- 函館バス「当別駅前」停留所[12]

## 隣の駅
道南いさりび鉄道
■道南いさりび鉄道線
釜谷駅 (sh04) - 渡島当別駅 (sh05) - 茂辺地駅 (sh06)